# Strahov-Stadion
Das (Große) Strahov-Stadion (tschechisch Velký strahovský stadion, Stadion Strahov oder auch Strahovský stadion) ist ein Sportstadion der tschechischen Hauptstadt Prag. Es wurde in der Vergangenheit für die Turnfeste des Sokol und andere Turn- und Massenveranstaltungen genutzt und soll dabei in der Spitze zwischen 220.000 und 250.000 Zuschauer gefasst haben. Damit gilt es als das größte Stadion weltweit.
In der Gegenwart wird das Stadion, in dem sich gleich mehrere Fußballfelder befinden, vom Fußballverein Sparta Prag als Geschäftsstelle und Trainingsstätte genutzt. Seit 2003 ist es als Kulturdenkmal geschützt. Theoretisch finden in dem baufälligen Stadion heute noch 56.000 Zuschauer Platz.

## Lage

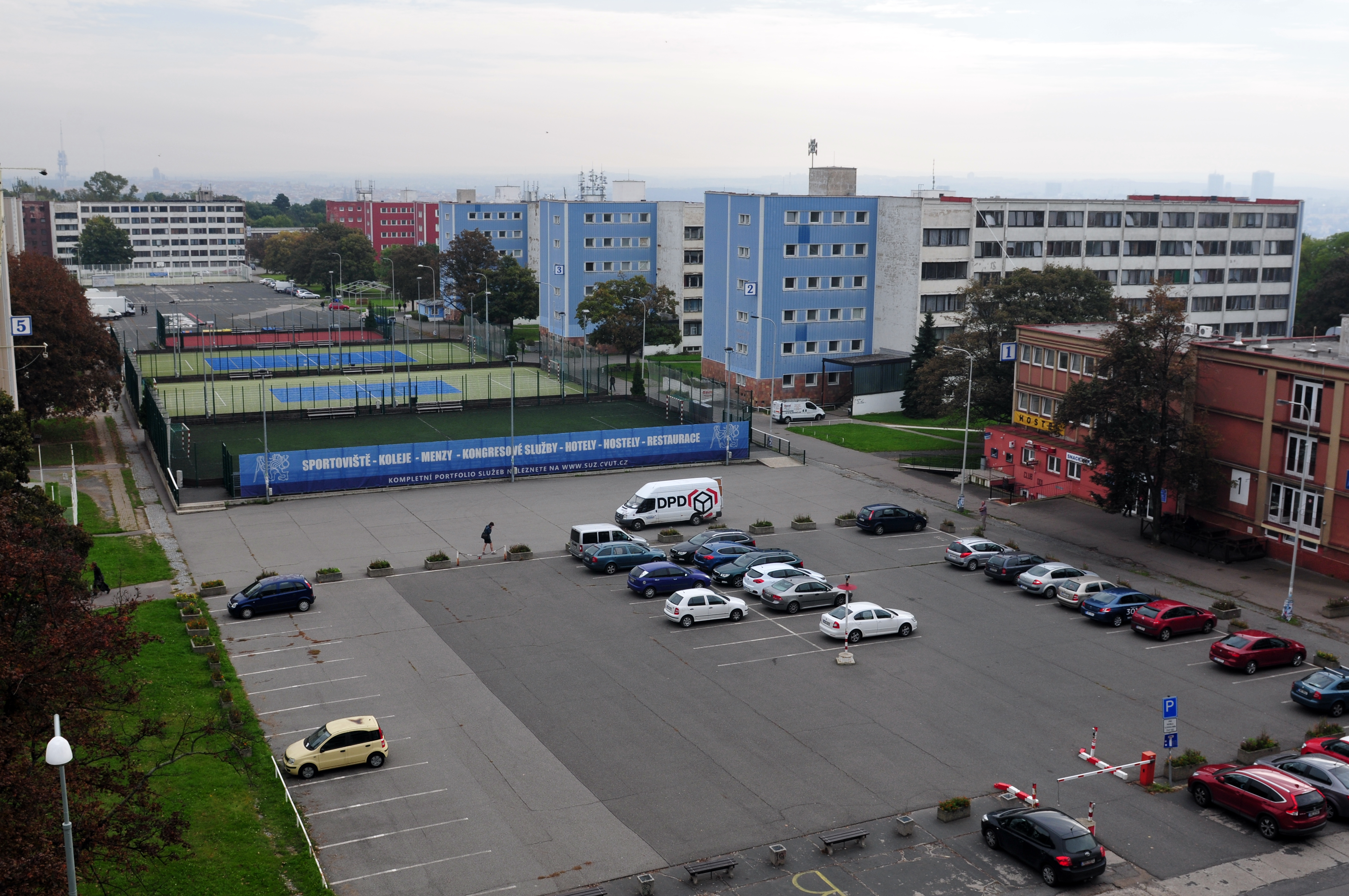
Ehemaliges Spartakiadedorf, Blick von der Osttribüne des Stadions aus

Das Stadion liegt auf der Westseite des Hügels Petřín im Stadtviertel Strahov, Bezirk Prag 6. Man kann es mit der Petřín-Standseilbahn, die den Berg von der Kleinseite hinaufführt, sowie mit mehreren Buslinien erreichen. In unmittelbarer Umgebung befinden sich das Stadion Evžena Rošického, von 2000 bis 2008 Spielstätte von Slavia Prag, weitere Stadien sowie das mittlerweile als Studentensiedlung genutzte ehemalige Spartakiadedorf.

## Geschichte

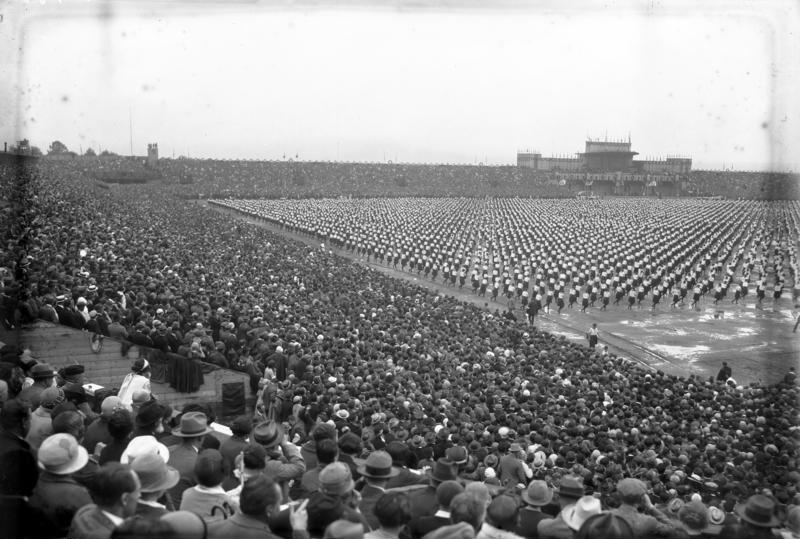
Sokolfest im Stadion 1932

Die Planungen für das Stadion wurden im Jahr 1926 durch den Architekten Alois Dryák erstellt. Das erste Stadion wurde noch mit Holztribünen erbaut, die jedoch 1932 durch Betontribünen ersetzt wurden. Um das Jahr 1935 herum wurde das Stadion mit Telefunken-Pilzlautsprechern (sog. Löschstrahler) ausgestattet, wie sie auch im Berliner Olympiastadion installiert wurden. Weitere Ausbauarbeiten fanden 1948 und 1975 statt. Das Spielfeld ist auf allen Seiten von Tribünen umgeben, hat keine Laufbahn und weist eine Fläche von rund 206 m × 340 m auf, mithin rund 70.000 m². Damit sind die Stirnseiten der Tribüne mehr als doppelt so breit, wie ein normales Fußballstadion lang ist.
Zur Zeit der Ersten Tschechoslowakischen Republik von 1918 bis 1938 fanden im Strahov-Stadion Turnveranstaltungen der Turnbewegung Sokol statt. Während der nationalsozialistischen Besatzung war der Sokol verboten und das Stadion wurde für Aufmärsche genutzt. Nach Kriegsende fand 1948 ein Sokol-Fest statt, bevor die Kommunisten die Bewegung erneut verboten. In der Folge fanden in der ČSSR Spartakiaden mit bis zu 10.000 Turnern und sonstige Massenveranstaltungen statt.
Nach der Samtenen Revolution war das Stadion Austragungsort für einige Rockkonzerte. Bands wie U2, die Rolling Stones und Pink Floyd spielten hier vor über 150.000 Zuschauern. 1995 feierte Papst Johannes Paul II. im Stadion einen Gottesdienst.

## Heutiger Zustand
Derzeit befinden sich im Innenraum des Stadions die Geschäftsstelle von Sparta Prag sowie ein Trainingszentrum mit acht Fußballfeldern (sechs Spielfelder in Standardgröße und zwei verkleinerte Felder). Außerdem werden hier Heimspiele von Spartas zweiter Mannschaft und von den Jugendmannschaften ausgetragen. In den 2000er Jahren haben verschiedene Studien die mögliche Wiederverwendung und Erhaltung dieses einzigartigen Bauwerks in Erwägung gezogen. Im Juli 2010 wurde das Stadion als Austragungsstätte für die World Ultimate Club Championship (WUCC 2010) genutzt.
Die Tribünen des Stadions werden nur noch teilweise genutzt und sind stellenweise in einem schlechten baulichen Zustand. Durch die Errichtung der Geschäftsstelle im Innenraum ist momentan eine Nutzung des Gesamtstadions ausgeschlossen. Von der Stadt Prag sind aus Sicherheitsgründen maximal 56.000 Zuschauer zugelassen. Faktisch besuchen jedoch nicht mehr als jeweils ein paar hundert Zuschauer die Jugendspiele in dem Stadion.
Das Gebäude ist nicht öffentlich zugänglich und kann nur im Rahmen von Architekturführungen besucht werden. Im Jahr 2022 unterzeichneten die Stadt Prag und die Technische Universität einen Vertrag zur zukünftigen Entwicklung eines Technologie- und Innovationszentrums, für die kostspielige Sanierung gibt es jedoch noch kein Investitionsvorhaben.

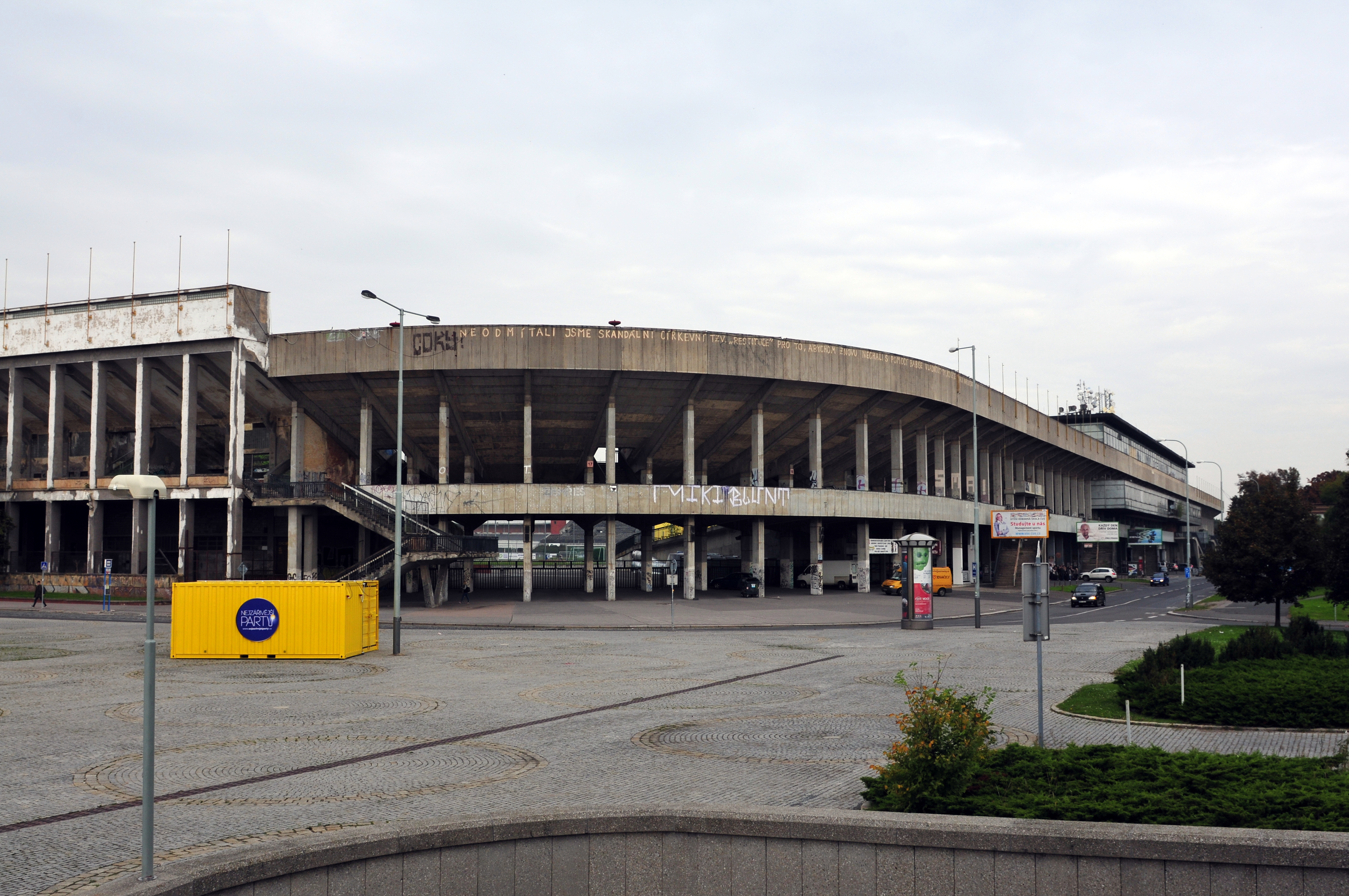
Außenansicht; das Strahov ist nicht höher als ein heutiges mittelgroßes Stadion
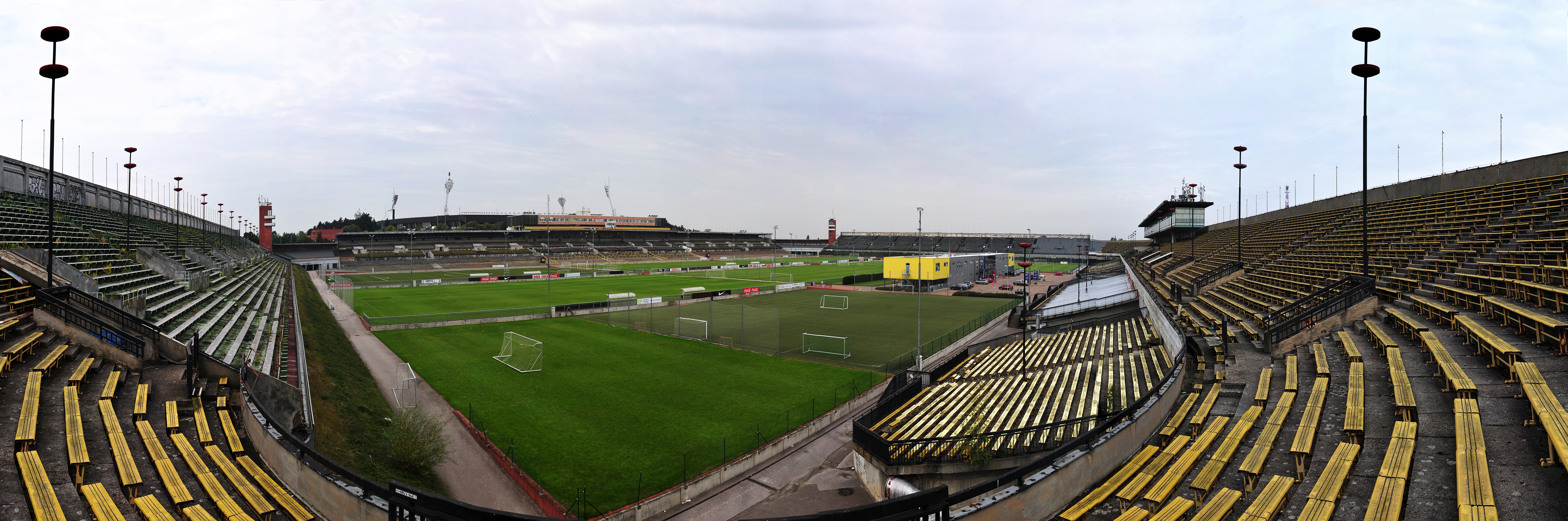
Blick aus der südöstlichen Ecke
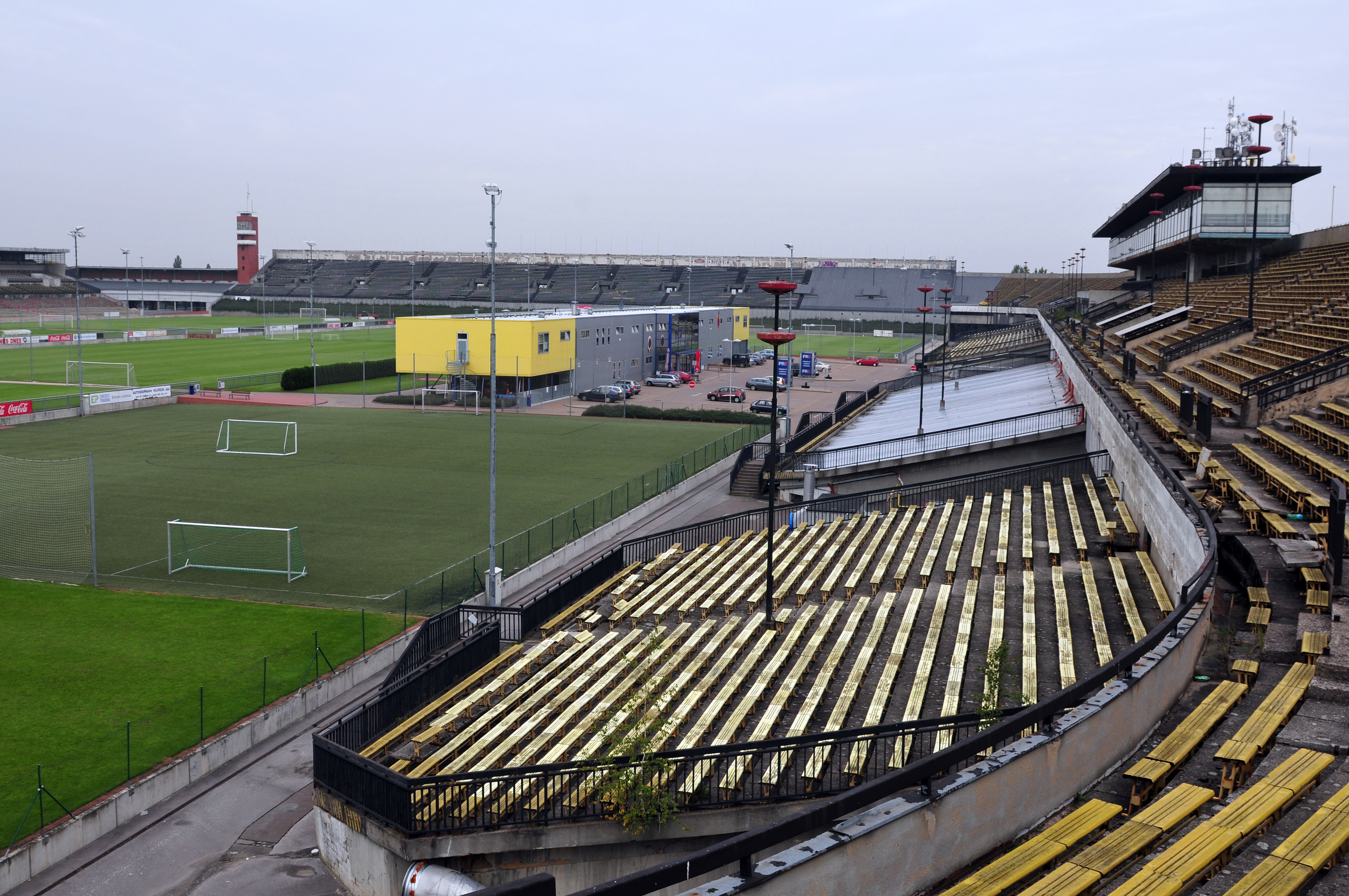
Lage der Trainingsstätte mitten im Stadion
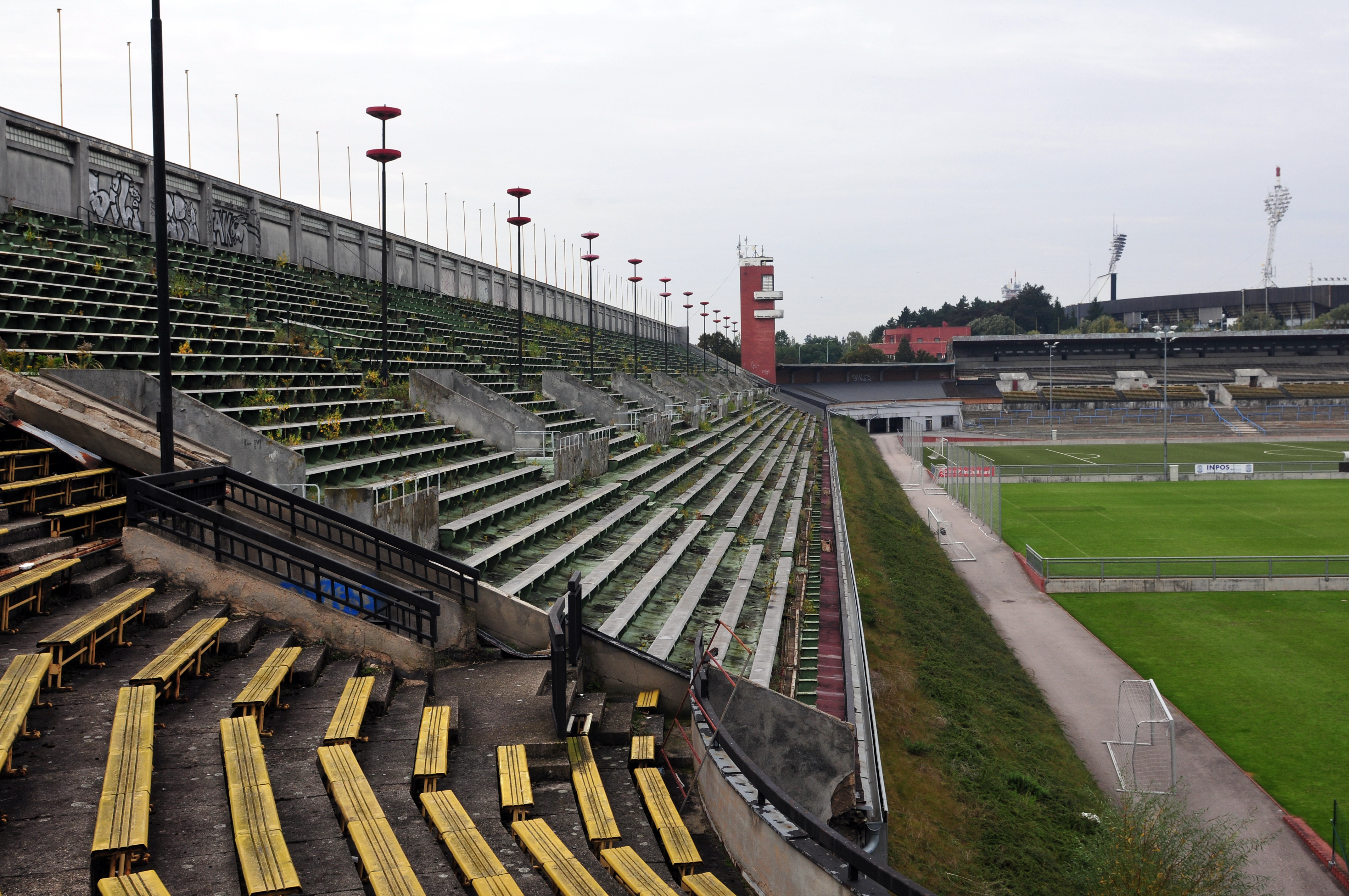
Tribüne auf der südlichen Stirnseite mit Telefunken-Pilzlautsprechern

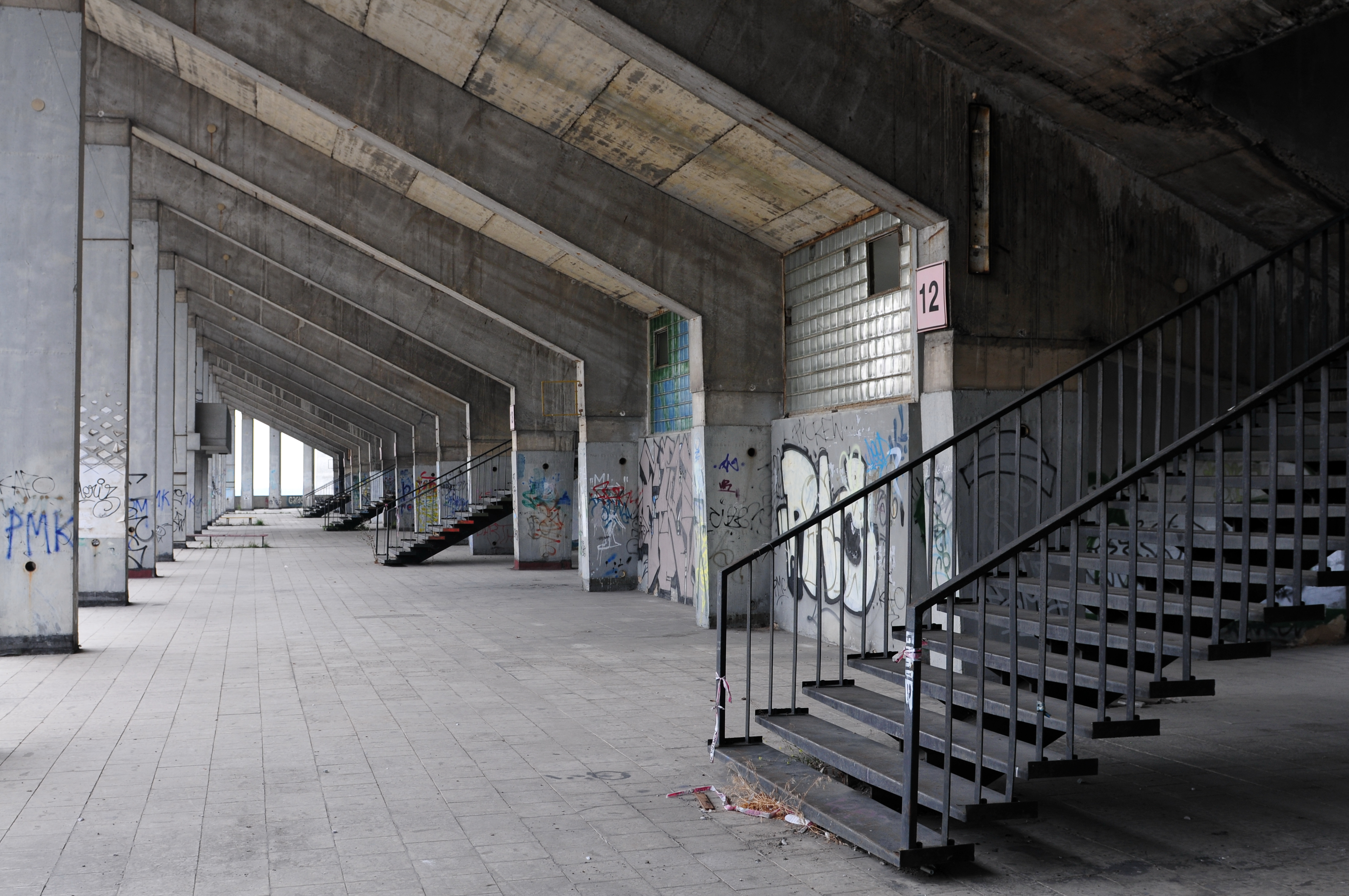
Aufgang zu den Tribünen
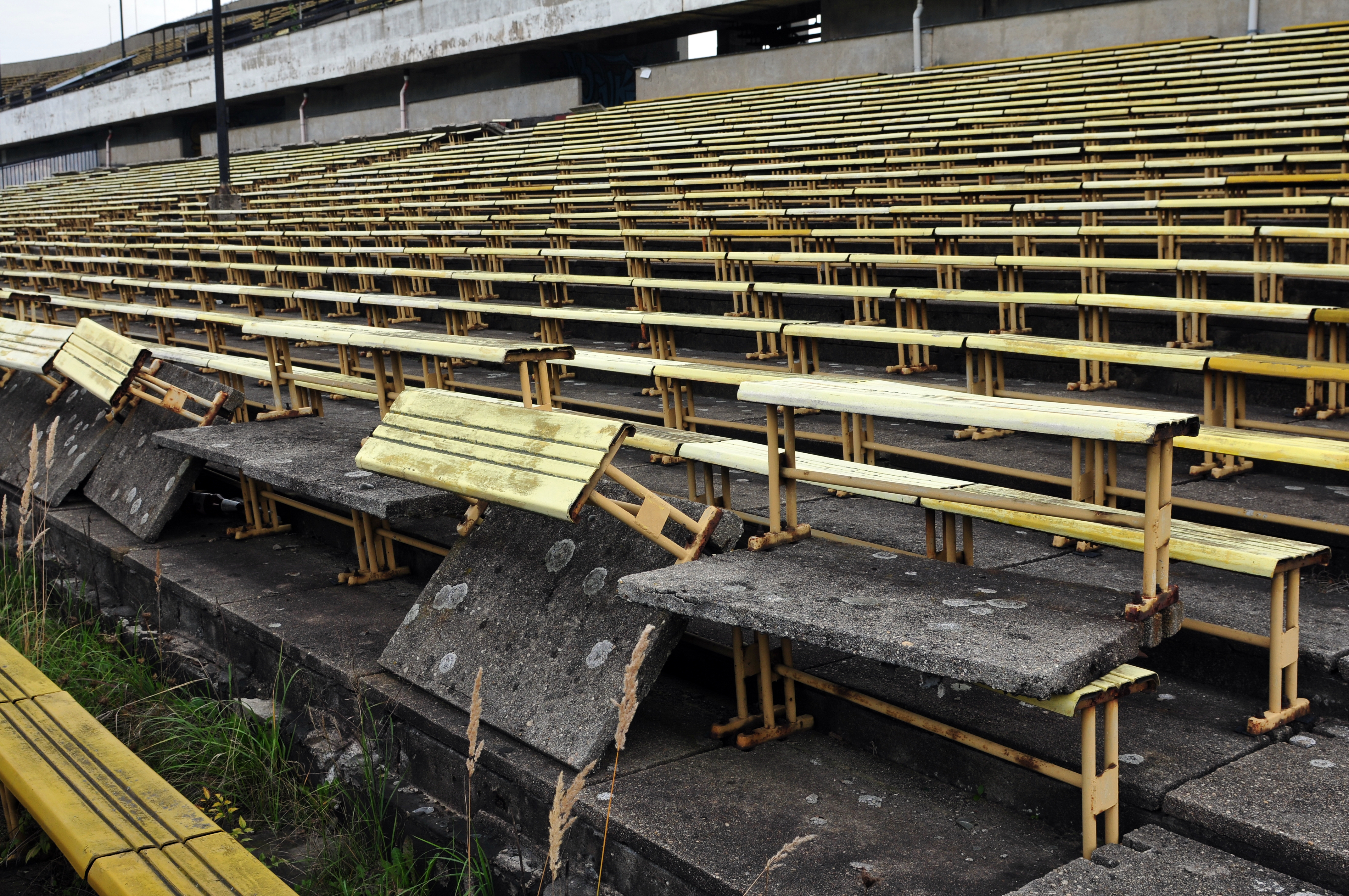
Tribünen mit desolaten Sitzbänken
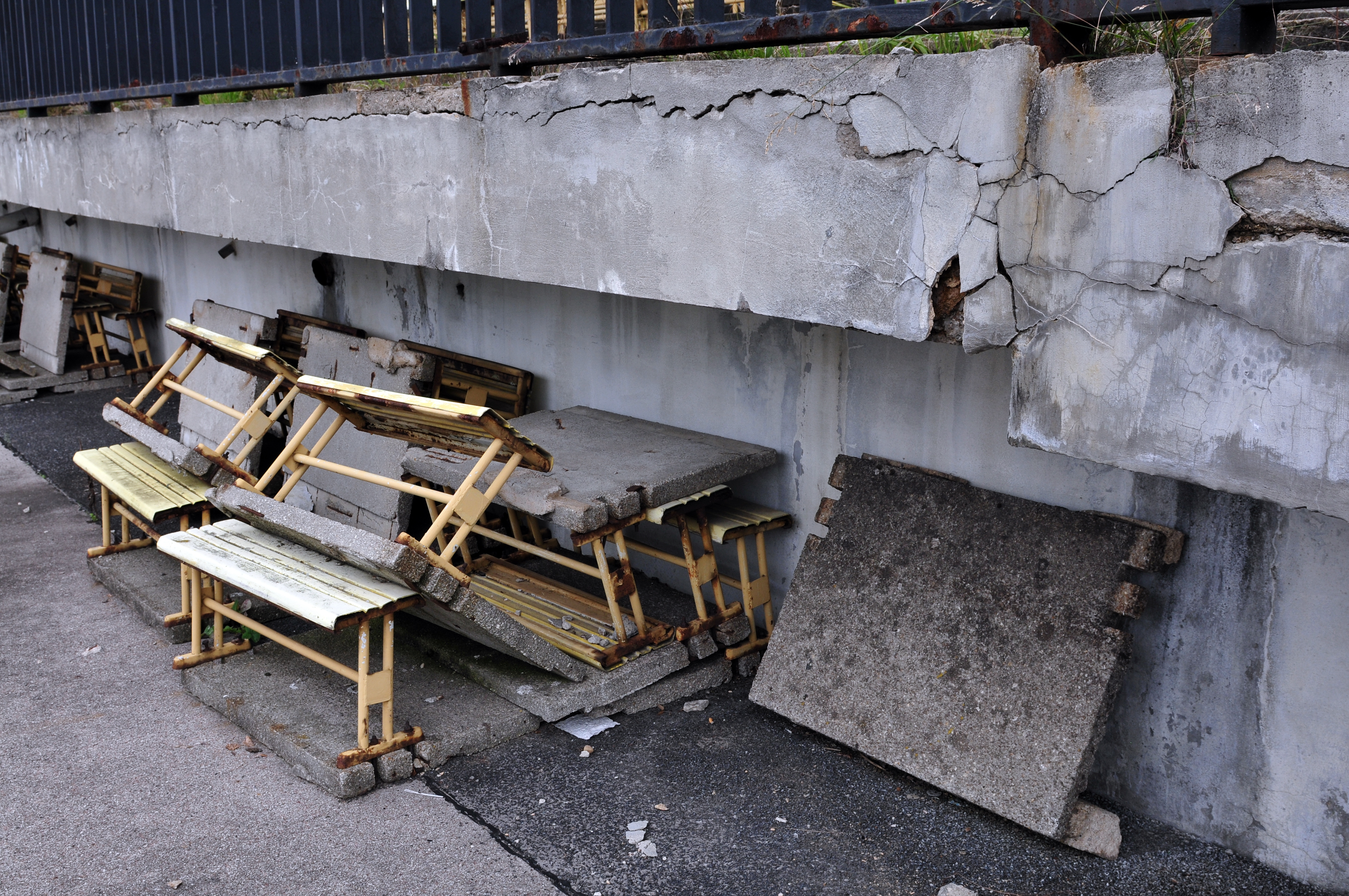
Der Bauzustand ist an einigen Stellen kritisch